# Siphonaria zelandica
Siphonaria zelandica es una especie de molusco gasterópodo de la familia Siphonariidae.

## Distribución geográfica
Se encuentra  en Nueva Zelanda.